# Stay with Me (Faces)
Stay with Me è un singolo del gruppo rock britannico Faces, estratto dall'album del 1971 A Nod Is as Good as a Wink... to a Blind Horse. Scritto da Rod Stewart e Ronnie Wood, il brano è presente in varie compilation dei Faces e in album di entrambi i cantautori.
Il testo descrive l'incontro con una donna di nome Rita, cui il cantante propone un'avventura di una notte, a condizione che non si faccia più trovare nel letto al suo risveglio.
Il singolo ha raggiunto la posizione numero 17 della Billboard Hot 100 statunitense e ha trascorso due settimane al numero 10 della Top 100 di Cash Box. Altrove, è arrivata sesta nella Official Singles Chart britannica e quarta nella classifica canadese RPM.

## Composizione
- Rod Stewart – voce solista
- Ronnie Wood – chitarra solista, slide guitar
- Ian McLagan – pianoforte elettrico Wurlitzer
- Ronnie Lane – basso
- Kenney Jones – batteria

## Riedizioni
Nel 1993, Stewart si è riunito con Wood in occasione di un MTV Unplugged, registrando la nuova versione dal vivo della canzone che appare nell'album dello stesso anno Unplugged ...and Seated.
Il brano è stato inoltre oggetto di diverse cover, ad opera di artisti quali Def Leppard, Train e Mary J. Blige.